# Guennadi Krysin
Guennadi Krysin (Moscú, RSFS de Rusia, 25 de diciembre de 1957) es un gimnasta artístico ruso, que compitió representado a la Unión Soviética consiguiendo ser subcampeón olímpico en 1976 en el concurso por equipos.

## 1976
En los JJ. OO. de Montreal gana la medalla de plata en el concurso por equipos —la Unión Soviética queda tras Japón (oro) y por delante de Alemania del Este (bronce)—; sus compañeros de equipo eran: Nikolai Andrianov, Alexander Dityatin, Vladimir Markelov, Vladimir Marchenko y Vladimir Tikhonov.

## 1978
En el Mundial celebrado en Estrasburgo (Francia) consigue el bronce en la prueba de barra fija —tras el japonés Shigeru Kasamatsu, Eberhard Gienger de Alemania del Oeste, y empatado a puntos con el búlgaro Stoyan Deltschev— y la medalla de plata en la competición por equipos —por detrás de Japón y delante de Alemania del Este (bronce) y siendo sus compañeros: Nikolai Andrianov, Eduard Azarian, Alexander Dityatin, Vladimir Markelov y Aleksandr Tkachyov.